# Wenceslao Escalante (político)
Wenceslao Escalante (Santa Fe, 28 de septiembre de 1852 - Buenos Aires, 23 de marzo de 1912) fue un profesor de Filosofía del Derecho y ministro de Hacienda de la Argentina.

## Biografía
Su familia se radicó en 1860 en Buenos Aires, donde cursó sus estudios superiores y se graduó de abogado a los 21 años, en 1874.
Fue funcionario de los gobiernos de Luis Sáenz Peña, Uriburu y Roca (en su segundo mandato). 
Dirigió el Banco Hipotecario Nacional hasta 1881 y también fue director del Banco de la Nación Argentina.
Era parte de la "Generación del 80", que modeló una estructura económica argentina con perfil agroexportador, con subordinación a los intereses del capitalismo reinante dentro de la división internacional del trabajo.
En 1887 fue diputado en la provincia de Buenos Aires. Es recordado por su paso como Ministro de Agricultura de la Nación (1901 - 1904). A su inspiración, surge la "Ley de Tierras", que encauzaba la inmigración con finalidades productivas y la fundación del Instituto Superior de Agronomía y Veterinaria, incorporado luego a la Universidad de Buenos Aires como facultad. 
En 1882 integra la "Comisión Directiva del Congreso Pedagógico" donde presenta un trabajo sobre "Educación de la Voluntad". 
Desde 1884 fue profesor titular de la "Cátedra de Filosofía del Derecho" en la Universidad de Buenos Aires.
Para crear el Instituto Universitario de Agronomía en Buenos Aires, se genera un proyecto legislativo, en 1901, y para concretarse recién el 19 de agosto de 1904, por decreto del Poder Ejecutivo Nacional, el Ministerio de Agricultura a cargo de Wenceslao Escalante crea el Instituto Superior de Agronomía y Veterinaria, una propuesta a todas luces más ambiciosa que la Estación Agronómica, y estableció las disposiciones reglamentarias para su funcionamiento.
Fue presidente de la Academia Nacional de Derecho y Ciencias Sociales de Buenos Aires entre 1908 y 1909.
Se había casado el 27 de febrero de 1884, en San Miguel de Tucumán, con Luisa Javiera Reto Roca, con quien tuvo 4 hijos: María Luisa, Sarah (que estuvo casada un tiempo con el famoso Jorge Newbery), Wenceslao y Arturo Wenceslao.

## Homenajes
En la provincia de Córdoba (Argentina) existe un pueblo llamado Wenceslao Escalante. Y en la ciudad de Santa Fe, fue propietario de baldíos donde hoy se encuentran un barrio, plaza, escuela y dos clubes, que llevan su nombre.
En la provincia del Chubut, su nombre fue colocado a una localidad y dos estaciones ferroviarias (Escalante y Campamento Escalante), al igual que a un departamento en la zona sur de la provincia, dónde Escalante como ministro de agricultura subdividió lotes para los colonos bóeres.